# Leaf Daniell
Cyrus Leaf Daniell (1877 – 28. februar 1913) var en britisk fægter som deltog i de olympiske lege 1908 i London.
Blake vandt en sølvmedalje i fægtning under Sommer-OL 1908 i London. Han var med på det britiske hold som kom på en andenplads i holdkonkurrencen, i kårde efter Frankrig. 